# Археймар

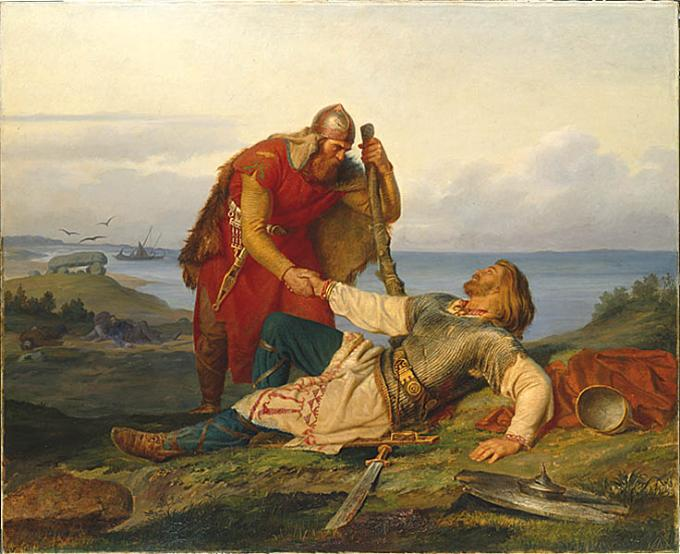
Иллюстрация к саге о Хервёр — прощание Одда Стрелы с Хьяльмаром на острове Самсё, (М. Винге, 1866)

Археймар, или Архаймар (Árheimar) — хутор или поселок в Данпарстадире (местности, прилежащей к Днепру), который упоминается в саге о Хервёр. В переводе с древнескандинавского название означает «дом на реке». Поблизости, на границе между землями готов и гуннов, согласно саге располагается сказочный лес Мирквид. Все попытки привязать готскую столицу к точкам на современной карте (возможные варианты — Киев, Хортица, район Каховки) спекулятивны ввиду отсутствия письменных источников. О. Прицак помещает этот город в полулегендарную местность Ойум.
Данпарстадир (Danparstapðir) упоминается, кроме саги о Хервёр, в Старшей Эдде: в «Гренландской Песни об Атли» и в «Песни о Хлёде» (называемой «Песнью о битве готов с гуннами»). Многие исследователи в конце XIX — начале XX веков, в частности Куник, Веселовский, Брун, Браун, Рожнецкий и другие, переводили это слово как «город на Днепре» и ассоциировали с Киевом. Возражением этому может служить гипотеза Р. Хайнцеля (R. Heinzel), который заметил, что в модели X-staðir первая часть обычно является личным именем, а не топонимом, а Днепр в древней Скандинавии был известен как Nepr. Урсула Дронке в 1969 году с отсылкой к римскому историку VI века Иордану предположила, что древнескандинавским топонимом Danpr («Днепр») в героических песнях называлась территория расселения готов. По мнению Готтфрида Шрамма, данное слово имеет готское происхождение, выражение «á stöðum Danpar» переводится как «на берегах Днепра», однако учёный не утверждает, что оно имеет какое-либо отношение к Киеву, хотя и употреблялось в Среднем Поднепровье.

## Археологическая локализация
Важным материальным свидетельством развития готского государства является распределение кладов римских монет III—IV веков на территории Среднего Поднепровья и других, подконтрольных готам. Имеется значительное количество таких кладов, причем примерно половина монет (если считать в штуках) найдена на территории, занимаемой современным Киевом, а остальные клады встречаются скоплениями на берегах крупных притоков Днепра или к западу от Киева. Это наблюдение может быть основанием для локализации важнейшего экономического центра готов (а, возможно, и столицы) на территории Киева. Необходимо отметить, что данное заключение во многом базируется на работе киевского краеведа В. Г. Ляскоронского, проведенной в начале XX века, результаты которой не всегда могут быть подтверждены современными учеными.

## В народной культуре
Жители города Берислав считают, что именно на месте их города (бывшей крепости Гази-Керман) находилась готская столица.